# Adolph Cruse
Heinrich Friedrich August Adolph Cruse (* um 1804; † 1874) war ein deutscher Verwaltungsjurist.

## Leben
Adolph Cruse studierte an der Georg-August-Universität Göttingen. 1824 wurde er Mitglied des Corps Brunsviga Göttingen. Nach dem Studium trat er in den Staatsdienst des Herzogtums Braunschweig ein. Von 1850 bis zu seinem Tod 1874 war er Kreisdirektor des Landkreises Helmstedt.